# Flugplatz Atiu

i7
i11
i13
Der Flugplatz Atiu (englisch Atiu Airport, IATA-Code: AIU, ICAO-Code: NCAT), auch Enua Airport genannt, ist der einzige Flugplatz der zu den Cookinseln gehörenden Insel Atiu. Er befindet sich an der Nordküste der Insel.

## Geschichte und Anlage
Der Flugplatz Atiu an heutiger Stelle wurde 1983 in Betrieb genommen. Er ist der Nachfolger einer 1977 angelegten Graspiste im Inselinneren nahe Areora, die den bedingt durch die Ausrüstung der regionalen Fluggesellschaften mit größeren Flugzeugen gestiegenen Anforderungen nicht gewachsen war. Die parallel zur Küste in ungefähr west-östlicher Richtung verlaufende Start- und Landebahn ist mit verdichtetem Korallengrus präpariert und weist eine Länge von 1255 Metern auf. Der Flugplatz verfügt weder über Landebahnbefeuerung noch über Navigations- oder Landehilfen.

## Betrieb
Atiu wird (Stand November 2024) planmäßig ausschließlich von der regionalen Fluggesellschaft Air Rarotonga bedient, die mehrmals wöchentlich Flüge zwischen Atiu und der Hauptinsel Rarotonga anbietet.